# Världsarv i Ryssland
I Ryssland finns det 24 världsarv, utsedda av FN-organet Unescos världsarvskommitté.

## Statistik
Av 24 arv så är 15 kulturella och 9 naturarv. 6 av arven klassas som "mänskliga mästerverk" (klass: i), 4 st är klassade som "naturliga mästerverk" (klass: vii) och tre av arven delas med andra länder.
Av alla 911 världsarv i världen så har Ryssland 2,6 %. 

## Lista över världsarven i Ryssland
| Nr             | Bild     | Namn                                                      | Plats                                 | År för skapelse    | År för registrering | Nummer   | Kriterier        |
| Naturarv       | Naturarv | Naturarv                                                  | Naturarv                              | Naturarv           | Naturarv            | Naturarv | Naturarv         |
| -------------- | -------- | --------------------------------------------------------- | ------------------------------------- | ------------------ | ------------------- | -------- | ---------------- |
| 1              |          | Centrala Sichote-Alin                                     | Primorskij kraj                       | -.                 | 2001                | 766      | x                |
| 2              |          | Kuriska näset                                             | Kaliningrad oblast                    | -                  | 2000                | 994      | v                |
| 3              |          | Gyllene bergen i Altaj                                    | Altajrepubliken                       | -                  | 1998                | 768      | x                |
| 4              |          | Bajkalsjön                                                | Irkutsk oblast & Burjatien            | -                  | 1996                | 754      | vii, viii, ix, x |
| 5              |          | Wrangels ö                                                | Tjuktjien                             | -                  | 2004                | 1023     | ix, x            |
| 6              |          | Putoranabergen                                            | Krasnojarsk kraj                      | -                  | 2010                | 1234     | vii, ix          |
| 7              |          | Uvs Nuur                                                  | Tuva                                  | -                  | 2003                | 769      | ix, x            |
| 8              |          | Komis urskogar                                            | Komi                                  | -                  | 1995                | 719      | vii, ix          |
| 9              |          | Kamtjatkas vulkaner                                       | Kamtjatka kraj                        | —                  | 1996                | 765      | vii, viii, ix, x |
| 10             |          | Västra Kaukasus                                           | Krasnodar kraj & Adygeiska republiken | —                  | 1999                | 900      | ix, x            |
| Kulturella arv |          |                                                           |                                       |                    |                     |          |                  |
| 11             |          | Trefaldighetens-Sergius lavra                             | Moskva oblast, Sergijev Posad         | 1400 - 1600-talet  | 1993                | 657      | ii, iv           |
| 12             |          | Uppståndelsekyrkan i Kolomenskoje                         | Kolomenskoje, Moskva                  | 1500-talet         | 1994                | 634      | ii               |
| 13             |          | Derbents Citadell, Stad och Fort                          | Dagestan, Derbent                     | 500 - 2000-talet   | 2003                | 1070     | iii, iv          |
| 14             |          | Ferapontovklostret                                        | Vologda oblast                        | 1400- - 1600-talet | 2000                | 982      | i, iv            |
| 15             |          | Novodevitjijklostret                                      | Moskva oblast, Moskva                 | 1500 - 1600-talet  | 2004                | 1097     | i, iv, vi        |
| 16             |          | Kazans Kreml                                              | Tatarstan                             | 1500 — 2000-talet  | 2000                | 980      | ii, iii, iv      |
| 17             |          | Sankt Petersburgs Historiska Centrum och Dess Omgivningar | Leningrad oblast, Sankt Petersburg    | 1700 - 1900-talet  | 1990                | 540      | i, ii, iv, vi    |
| 18             |          | Jaroslavls Historiska Centrum                             | Jaroslavl oblast, Jaroslavl           | 1500 - 1900-talet  | 2005                | 1170     | ii, iv           |
| 19             |          | Kizhi Pogost                                              | Karelska republiken                   | 1700 - 1800-talet  | 1990                | 544      | i, iv, v         |
| 20             |          | Moskvas kreml & Röda torget                               | Moskva oblast, Moskva                 | 1200 - 1600-talet  | 1990                | 545      | i, ii, iv, vi    |
| 21             |          | Solovetskijöarnas historiska och kulturella arv           | Arkhangelsk oblast, Solovetskijöarna  | 1500 - 1600-talet  | 1992                | 632      | iv               |
| 22             |          | Struves Meridianbåge                                      | Leningrad oblast, Hogland             | 2000-talet         | 2005                | 1187     | ii, iii, vi      |
| 23             |          | Vita monument i Vladimir och Suzdal                       | Vladimir oblast                       | 1500 - 1700-talet  | 1992                | 633      | i, ii, iv        |
| 24             |          | Novgorods Historiska Centrum och Dess Omgivningar         | Novgorod oblast                       | 1000 - 1600-talet  | 1992                | 604      | ii, iv, vi       |